# Mojoagung (Pucakwangi)
Mojoagung is een bestuurslaag in het regentschap Pati van de provincie Midden-Java, Indonesië. Mojoagung telt 1351 inwoners (volkstelling 2010).